# Chrysolina davidiani
Chrysolina davidiani é uma espécie de artrópode pertencente à família Chrysomelidae.